# داگ سوئیتلند
داگ سوئیتلند (به انگلیسی: Doug Sweetland) یک پویانما و کارگردان فیلم آمریکایی است. وی بیشتر به‌خاطر کار در پرستو و لک‌لک‌ها شناخته می‌شود. او در خدمت پیکسار است و در بسیاری از پروژه‌های بزرگ پویانمایی این شرکت، با آن همکاری داشته‌است.

## فیلم‌شناسی
- داستان اسباب‌بازی (۱۹۹۵)
- زندگی یک حشره (۱۹۹۸)
- داستان اسباب‌بازی ۲ (۱۹۹۹)
- شرکت هیولاها (۲۰۰۱)
- در جستجوی نمو (۲۰۰۳)
- باندین (۲۰۰۳)
- شگفت‌انگیزان (۲۰۰۴)
- ماشین‌ها (۲۰۰۶)
- پرستو (۲۰۰۸)
- لک‌لک‌ها (۲۰۱۶)